# Frédéric Mistral
Pour les articles homonymes, voir Mistral.
Frédéric Mistral (ou Frederi Mistral en provençal) est un écrivain et lexicographe français qui s'exprimait en occitan provençal. Il est né le 8 septembre 1830 à Maillane (Bouches-du-Rhône) et mort le 25 mars 1914 dans la même ville.
Mistral est un membre fondateur du Félibrige, membre de l'Académie de Marseille, maître ès-jeux de l'Académie des jeux floraux de Toulouse en 1878, membre d'honneur de l'Académie d'Aix, chevalier de la Légion d'honneur en 1863 et, en 1904, prix Nobel de littérature pour son œuvre Mirèio, encore enseignée de nos jours. Il s'agit d'un des rares prix Nobel de littérature dans une langue non reconnue officiellement par l'État auquel il appartient administrativement parlant (avec Isaac Bashevis Singer).
L'écrivain de « langue provençale ou d'oc » — appellation alors utilisée au XIXe siècle — est une figure de la langue et la littérature provençales et bien des hommages lui sont rendus en Provence et dans tous les territoires de langue occitane,, ce jusqu'en Catalogne.

## Biographie

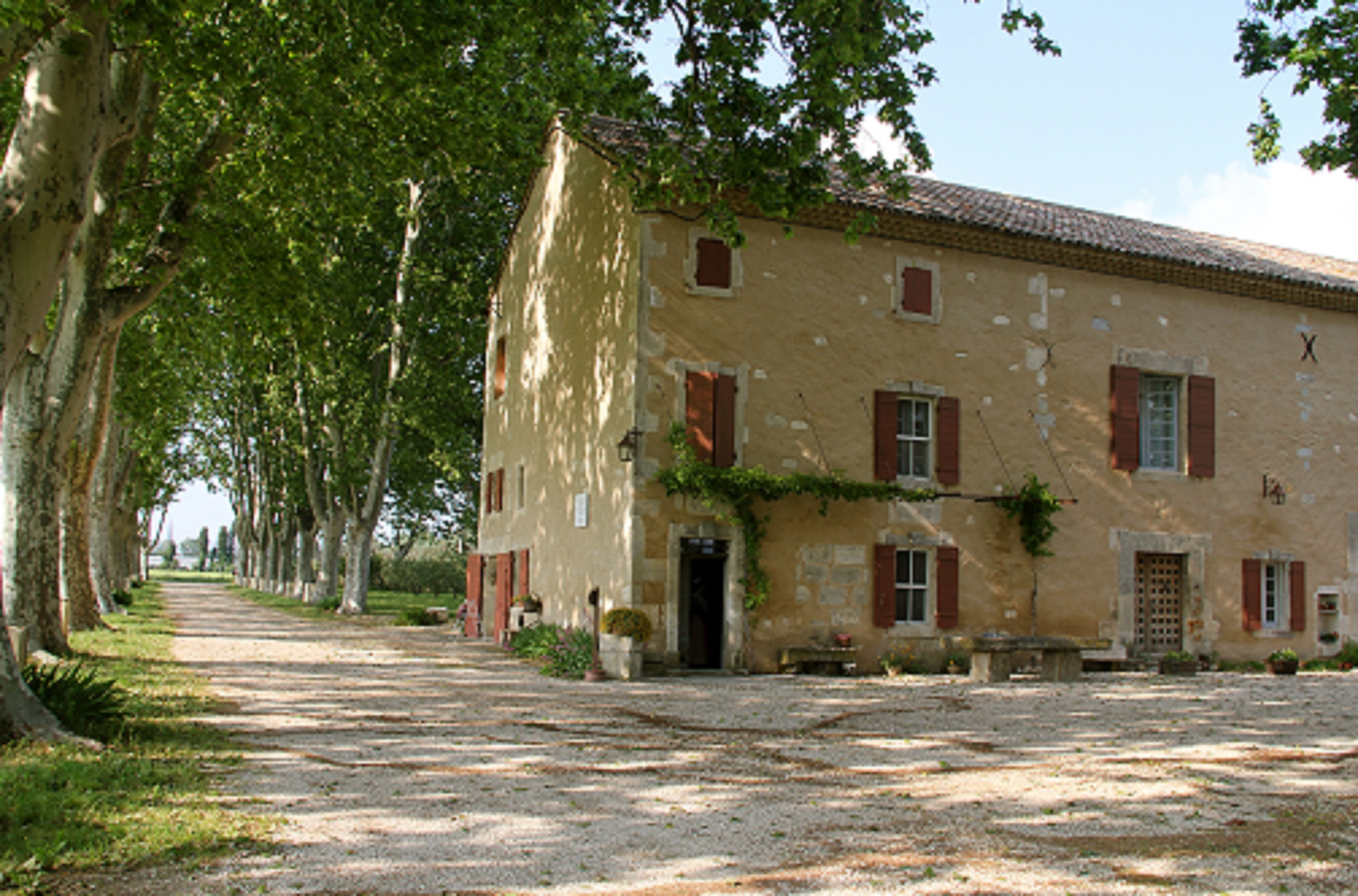
Mas du Juge à Maillane.

Frédéric Mistral est un fils de ménagers aisés (François Mistral et Adélaïde Poulinet, par lesquels il est apparenté aux plus anciennes familles de Provence : Cruvelier, Expilly, de Roux, d'Aurel, elles-mêmes étroitement liées entre elles). Mistral porte le prénom de Frédéric en mémoire « d'un pauvre petit gars qui, au temps où mon père et ma mère se parlaient, avait fait gentiment leurs commissions d'amour, et qui, peu de temps après, était mort d'une insolation ».
Frédéric Mistral a trois demeures successives à Maillane, le mas du Juge, la maison du Lézard et celle qui est connue sous le nom de Museon Frederi-Mistral.
Le mas du Juge, un domaine de 25 hectares, situé entre Maillane et Saint-Rémy, devient propriété de la famille Mistral en 1803. Après la mort de son père, Antoine, en 1827, François Mistral en hérite. Le père du futur poète était alors veuf de Louise Laville. De ce mariage était né Louis, demi-frère de Frédéric Mistral,.

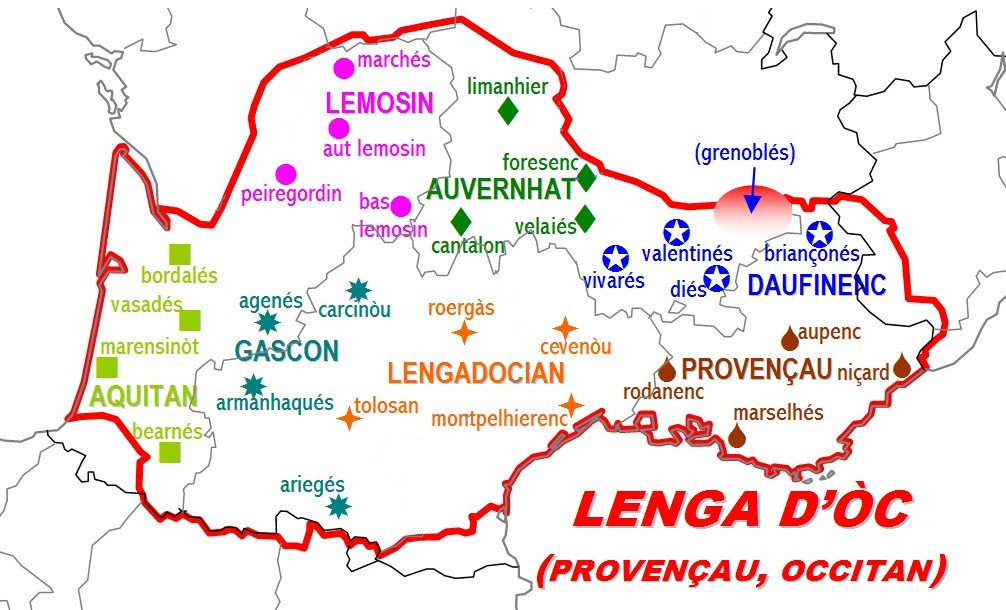
Carte des différents dialectes de la langue d'oc selon Frédéric Mistral.

Le 26 novembre 1828, François Mistral, veuf depuis 1825, se remarie avec Adélaïde Poulinet, fille du maire de Maillane. De cette union naît le 8 septembre 1830, Joseph-Étienne-Frédéric Mistral, dit Frédéric, dont toute l'enfance et la jeunesse se passent au mas du Juge,,.

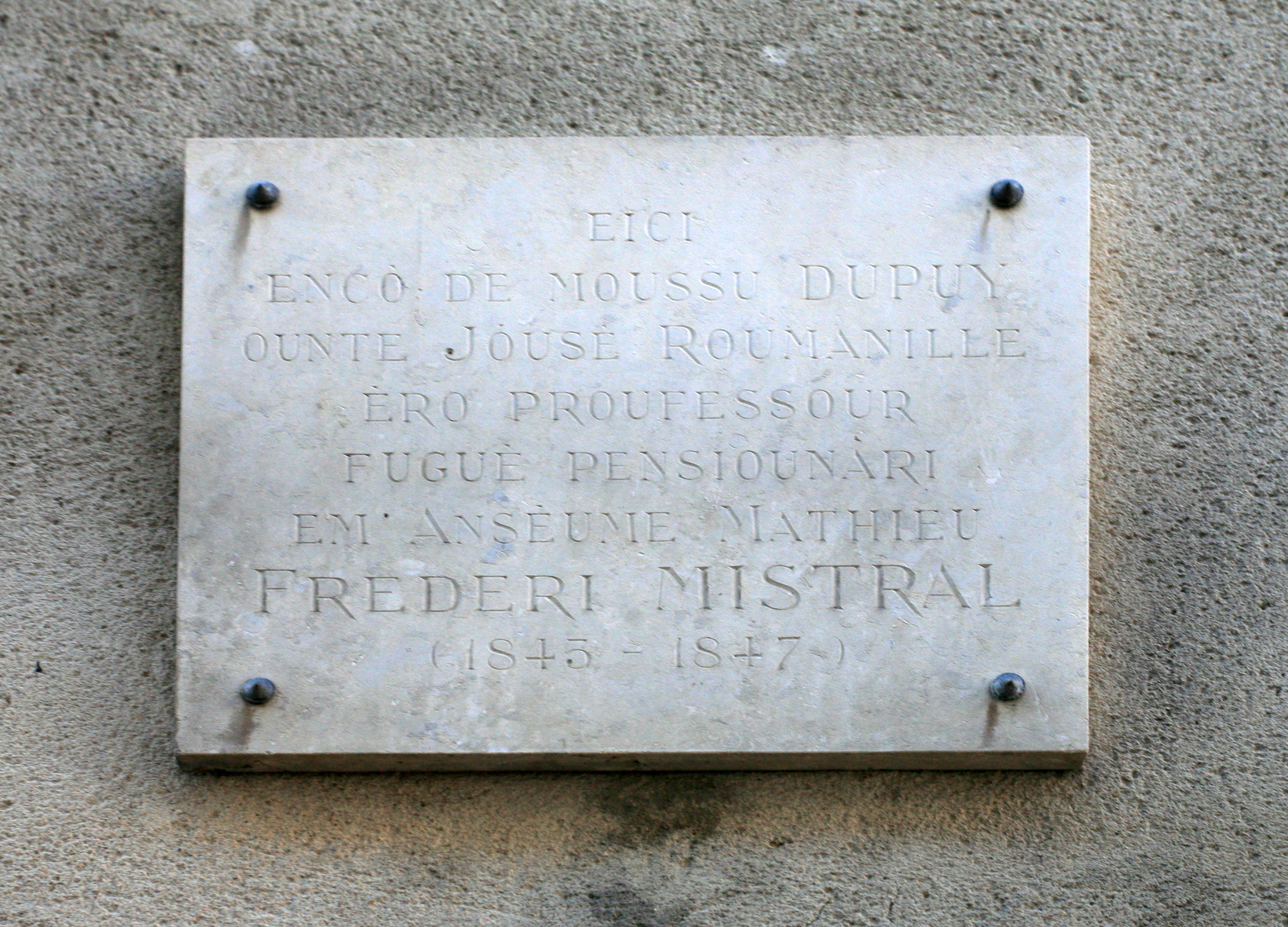
Plaque apposée sur le pensionnat de la rue Louis-Pasteur d'Avignon où Joseph Roumanille eut comme élèves Anselme Matthieu et Frédéric Mistral.

Mistral va, dès l'âge de sept ans, à l'école de Maillane. Il y pratique lou plantié (école buissonnière), comme il le narre dans ses Memòri e raconte, où au chapitre IV, il part cueillir des fleurs de glai (iris d'eau) pour sa mère. Puis, en 1839, il est inscrit au pensionnat de Saint-Michel-de-Frigolet. Il n'y reste que deux ans, cet établissement ayant fermé, puis est placé au pensionnat Millet d'Avignon. En 1845, il est logé au pensionnat Dupuy et fait connaissance de Joseph Roumanille.
Durant cette période, il suit ses études au Collège royal d'Avignon, dans l'actuelle rue Frédéric-Mistral, puis passe, en 1847, son baccalauréat à Nîmes. Reçu bachelier, il est enthousiasmé par la révolution de 1848 et se prend d'admiration pour Lamartine. Au cours de cette année, il écrit Li Meissoun (Les Moissons), poème géorgique en quatre chants, qui reste inédit.
Sa famille le voyant bien devenir avocat, il étudie le droit à la faculté de droit d'Aix de 1848 à 1851, où il sort de la faculté avec sa licence en droit,.
Il se fait alors le chantre de l'indépendance de la Provence, et surtout du provençal, « première langue littéraire de l'Europe civilisée ». Au cours de ses études de droit, il apprend l'histoire de la Provence, jadis État indépendant. Émancipé par son père, il prend alors la résolution « de relever, de raviver en Provence le sentiment de race […] ; d'émouvoir cette renaissance par la restauration de la langue naturelle et historique du pays […] ; de rendre la vogue au provençal par le souffle et la flamme de la divine poésie ». Mistral va également élargir son combat à l'ensemble de la langue d'oc et proposer son propre découpage des différents dialectes occitans.

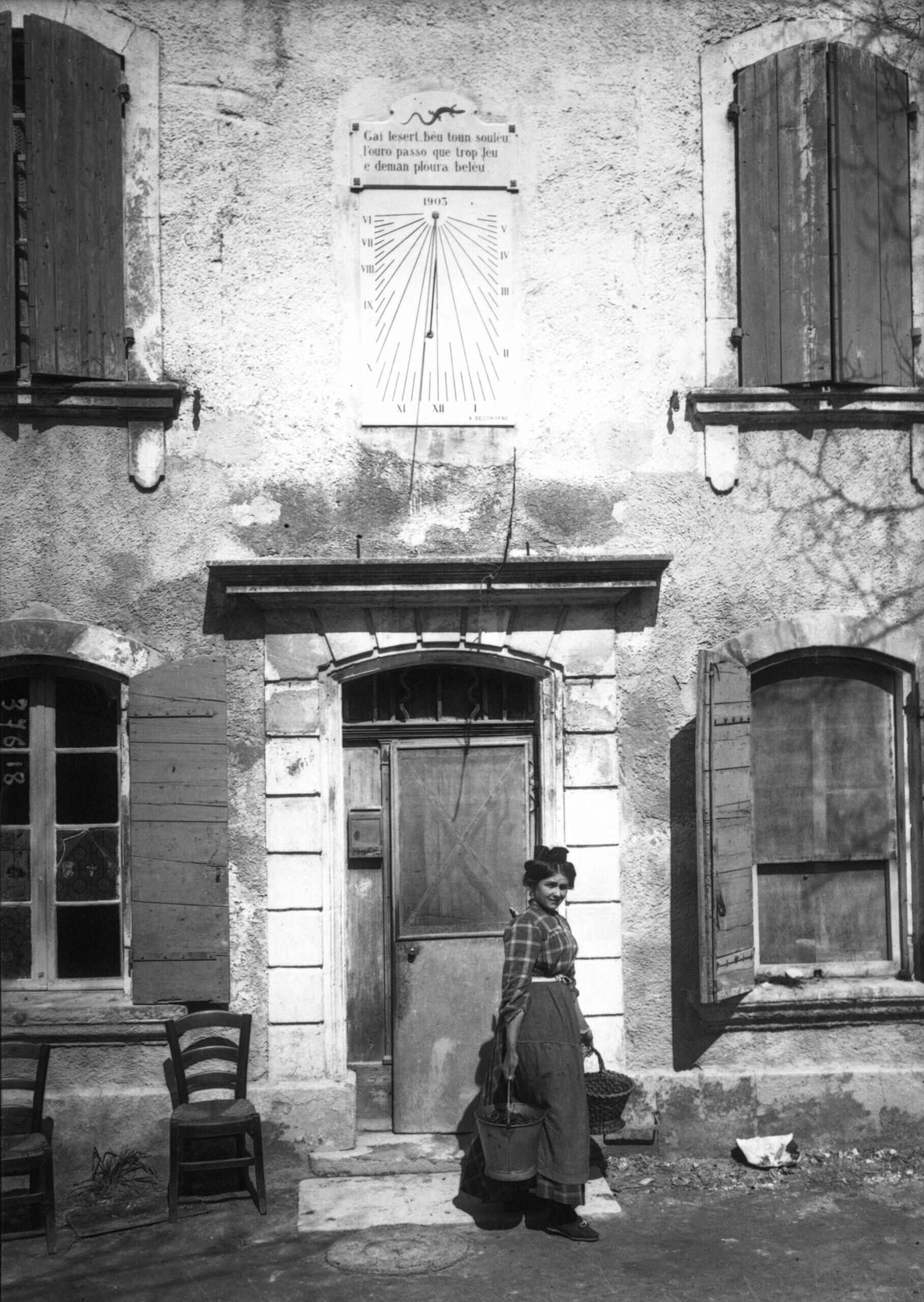
La maison du Lézard en 1914.

Frédéric et sa mère furent contraints de quitter le mas du Juge, en 1855, après la mort de François Mistral. Celui-ci revenait à Louis, le fils aîné. Ils durent s'installer dans une petite maison familiale, au sud du village, qui leur avait été attribuée dans le partage d’hoirie. Frédéric lui donna, en 1903, le nom de maison du Lézard après avoir fait installer un cadran solaire orné de ce petit reptile. C'est là qu'il termina Mirèio, commencé au mas du Juge, et qu'il écrivit Calendau,,.

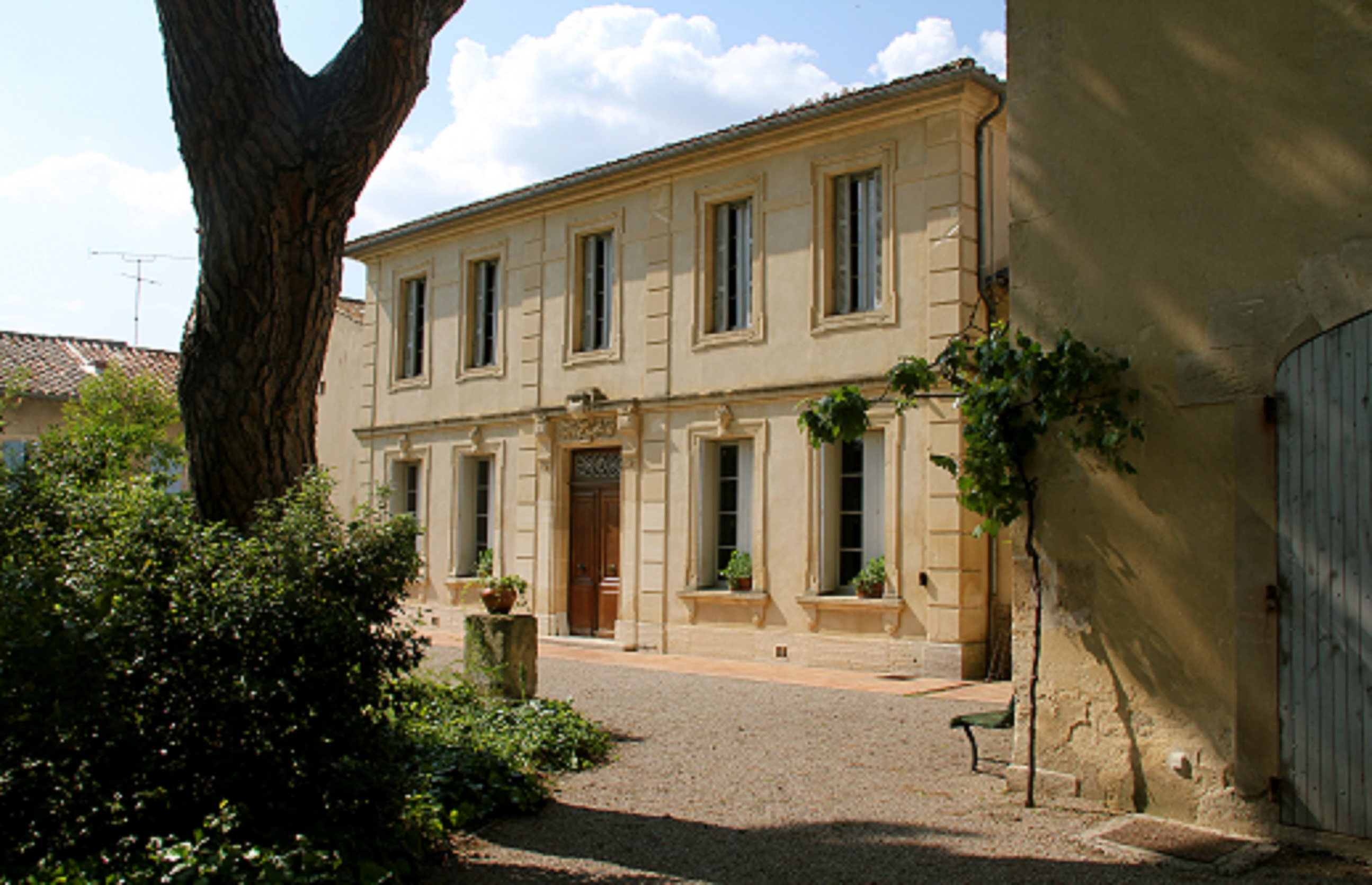
Musée Frédéric-Mistral à Maillane.

Mistral reçoit le prix Nobel de littérature en 1904, conjointement à José Echegaray. Il consacrera le montant de ce prix à la création du Museon Arlaten à Arles.
Frédéric Mistral y habita jusqu'en 1876, année où il put emménager dans la maison qu'il avait fait construire à Maillane, juste devant la maison du Lézardaprès s'être marié le 27 septembre 1876 à Dijon avec Marie Louise Aimée Rivière. Ce fut ici qu'ils vécurent. La maison devint, après la mort du poète, le 25 mars 1914 et celle de sa veuve, le 6 février 1943, le Museon Frederi Mistral,.
Comme les peintres Edgar Degas et Auguste Renoir, le critique Jules Lemaître, les poètes José-Maria de Heredia et Pierre Louÿs, le compositeur Vincent d'Indy, Mistral co-signa l'appel à création de la Ligue de la patrie française, parce qu'elle était régionaliste, avant quelle devienne antidreyfusarde,, et s'en éloigna quand elle le devint.
Dans son testament du 7 septembre 1907, Mistral avait légué à sa commune de Maillane, sa maison « avec les terrains, jardin, grille, murs, remise et constructions qui l'entourent ou en dépendent… avec les objets d'art, les tableaux, les gravures, les livres et la bibliothèque qu'elle contient, afin qu'on en fasse le musée et la bibliothèque de Maillane, et aussi les meubles qui sont dans la maison à condition qu'ils n'en soient pas enlevés ». Il spécifiait en outre que la commune n'en entrerait en possession qu'après la mort de son épouse.
Frédéric Mistral étant décédé sans enfants de son union avec Marie-Louise Rivière, ses neveux et nièces (enfants de ses frère et sœur aînés, Marie et Louis, nés du premier mariage de son père) demeureront sa seule famille vivante avec son épouse. Toutefois Mistral eut, d’une jeune servante de son père, Athénaïs Ferréol, un fils naturel appelé Marius Ferréol, né à Maillane en 1859. L'écrivain ne reconnut jamais ce fils, mais s’occupa de son éducation. Marius Ferréol fut directeur général des écoles d’Aix et offrit à Mistral sa seule descendance connue, dans laquelle figure entre autres son arrière-arrière-petite-fille, la comédienne Andréa Ferréol.
Le Museon est classé monument historique depuis le 10 novembre 1930, son mobilier depuis le 10 février 1931, ce qui a permis à la demeure de conserver l'aspect qu'elle avait du vivant de Frédéric Mistral. Le Museon Frederi-Mistral est actuellement labélisé maison d'écrivain et maison des illustres. Il a été rénové tout comme le jardin attenant durant l'année 2024 et est depuis lors prolongé par une salle didactique.

## Son œuvre

### Pseudonymes
Frédéric Mistral écrit sous son nom de naissance mais aussi sous différents pseudonymes : Mèste Franc, Gui de Mount-Pavoun, Cousinié Macàri, Michèu Gai, Lou Cascarelet, Grand la Borgno, Lou Felibre de Bello Visto, Un Maianen, Lou Felibre dóu Mas, Antoine Chansroux, Lou Canounge de N-D. de Casten, Lou Felibre de Bèuvezet, Lou Felibre Calu, Jan Chaplo Verne, Un Jouine Felibre, Lou Medecin di Torro, Tounin Clapo, Lou Tout-Obro, Ambròsi Boufarel.

### Félibrige

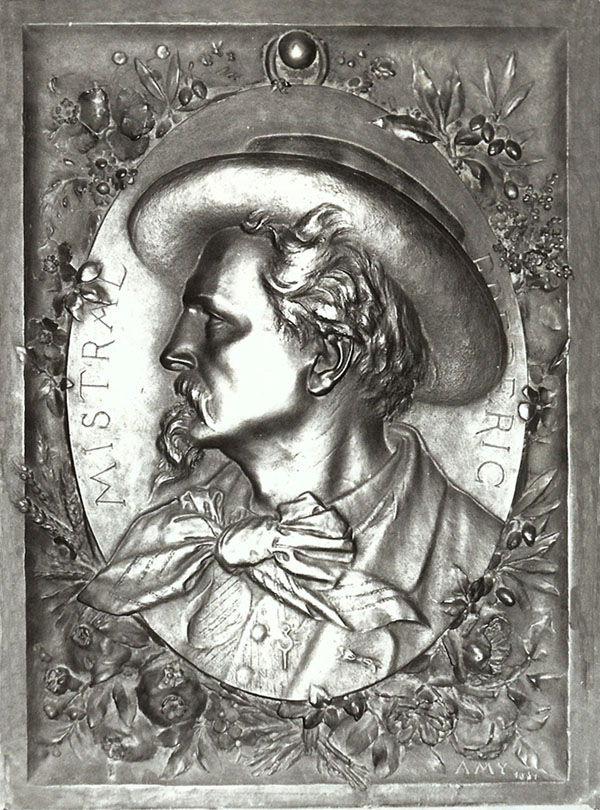
Portrait de Frédéric Mistral, par Jean Barnabé Amy.

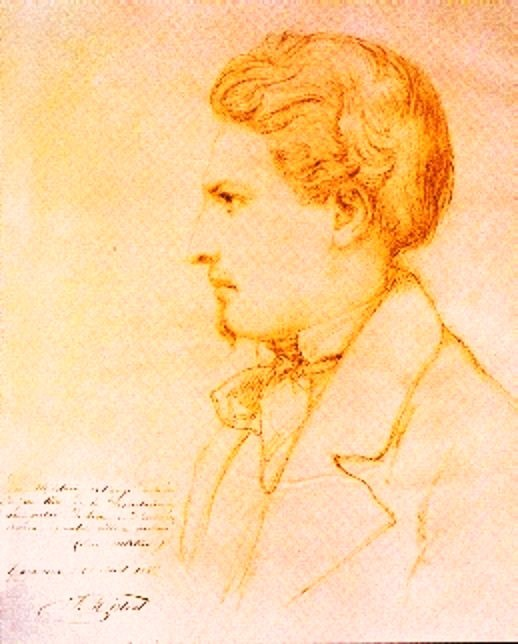
Premier portrait connu de Frédéric Mistral, fait à Tarascon le 18 juillet 1852, par Jean-Joseph Bonaventure Laurens
Bibliothèque Inguimbertine.

Rentré à Maillane, Mistral organise avec le poète Joseph Roumanille (Jousé Roumaniho en provençal) la renaissance de la langue d'oc. En 1854, ils fondent, avec cinq autres poètes provençaux, à Châteauneuf-de-Gadagne (Vaucluse), le Félibrige, association régionaliste qui a permis de promouvoir cette langue. Placé sous le patronage de sainte Estelle, le mouvement accueille des poètes catalans chassés d'Espagne par Isabelle II. Mistral en est le premier capoulié (président), de 1876 à 1888.
Son orthographe, qu'on appelle depuis la graphie mistralienne, élaborée avec J. Roumanille, rejette les formes historiques qui ne correspondent plus à la prononciation, rassemble et met en cohérence les tendances observées dans l'écriture du provençal moderne. Elle est avant tout phonétique, et s'inspire pour beaucoup de celles de l'italien et de l'espagnol, à l'exception de l'écriture du son ou, identique à celle du français, pour distinguer le son u qui existe aussi en provençal.
Les sept primadié, fondateurs du Félibrige, sont Joseph Roumanille, Frédéric Mistral, Théodore Aubanel (Teoudor Aubanèu), Jean Brunet (Jan Brunet), Paul Giéra (Pau Giera), Anselme Mathieu (Ansèume Matiéu) et Alphonse Tavan (Anfos Tavan). Le Félibrige est encore aujourd'hui une organisation culturelle présente dans l'ensemble des départements de langue d'oc.
Par son œuvre, Mistral veut réhabiliter la langue d'oc et sa poésie épique : la qualité de cette œuvre est reconnue par de nombreux prix. Il réalise un dictionnaire très complet et fouillé des différentes formes des mots de la langue, écrit des chants, des romans en vers à l'imitation d'Homère, dont il se réclame dans les quatre premiers vers de Mirèio :
Cante uno chato de Prouvènço

Dins lis amour de sa jouvènço

A través de la Crau, vers la mar, dins li blad

Umble escoulan dóu grand Oumèro, iéu la vole segui.

Je chante une jeune fille de Provence,

Dans les amours de sa jeunesse,

À travers la Crau, vers la mer, dans les blés,

Humble élève du grand Homère, je veux suivre ses pas.
Il fonde en 1891 le journal félibréen d'inspiration fédéraliste, L’Aiòli, mais échoue dans sa tentative de faire enseigner la langue provençale à l'école primaire et qualifie de « cireurs de  bottes » les promoteurs, comme Henri Oddo, mainteneur du Félibrige de Paris, de l'enseignement du provençal dans l'objectif de faciliter l'apprentissage du français : « […] se lou prouvençau noun devié dins lis escolo servi qu'à cira li boto de soun desdegnous rivau, autant vau que lou laisson, coume a fa jusquo eici, viéure pèr orto e pèr campestre. »,.

### Lexicographie:Lou Tresor dóu Felibrige

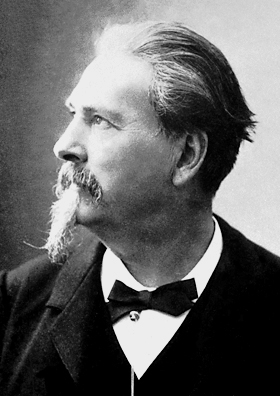
Frédéric Mistral avec sa barbe en pointe qui attire l'œil.

Mistral est l'auteur du Tresor dóu Felibrige (1878-1886), un des premiers grands dictionnaires de la (ou des) langue(s) d'Oc. C'est un dictionnaire bilingue, en deux grands volumes, englobant l'ensemble des variétés d'oc. Tous sont abordés et représentés, les textes et les auteurs du gascon (ex. Jasmin) à l'auvergnat (ex. Faucon, Ravel) en passant par le bazadais (ex. Ferrand), le languedocien (ex. Arnavielle, Aubanel) et le limousin (ex. Boecis, Chastanet). Réalisé minutieusement avec l'appui de correspondants locaux, il donne pour chaque mot (l'entrée est en provençal) les variantes en langue d'oc d'un même mot, sa traduction dans les autres principales langues latines, ainsi que des expressions ou citations incluant le dit mot. Mistral a toujours eu une conception floue des langues, considérant à la fois qu'il existe une langue provençale propre à la Provence et une langue d'oc qui englobe aussi le provençal.

### Mireilleet le prix Nobel de 1904
Son œuvre capitale est Mirèio (Mireille), publiée en 1859, après huit ans d'effort créateur. Mirèlha, long poème en provençal, en vers et en douze chants, raconte les amours contrariées de Vincent et Mireille, deux jeunes Provençaux de conditions sociales différentes. Le nom Mireille, Mirèio en provençal, est un doublet du mot meraviho, qui signifie « merveille ». Mistral trouve ici l'occasion de proposer sa langue, mais aussi de faire partager la culture d'une région en parlant, entre autres, des Saintes-Maries-de-la-Mer et des trois saintes Maries (dont Marthe qui d'après la légende aurait chassé la Tarasque), ainsi que de la fameuse Vénus d'Arles, source possible du mythe de l'Arlésienne. Mistral fait précéder son poème par un court Avis sur la prononciation provençale.
Mireille, jeune fille à marier d'un propriétaire terrien provençal, tombe amoureuse de Vincent, un pauvre vannier qui répond à ses sentiments. Après avoir repoussé trois riches prétendants, Mireille, désespérée par le refus de ses parents de la laisser épouser Vincent, va aux Saintes-Maries-de-la-Mer en traversant la Plaine de la Crau, écrasée de soleil, afin de prier les patronnes de la Provence de l'aider à obtenir le consentement de ceux-ci. Mais elle est victime d'une insolation en arrivant au but de son voyage et meurt dans les bras de Vincent sous le regard de ses parents.

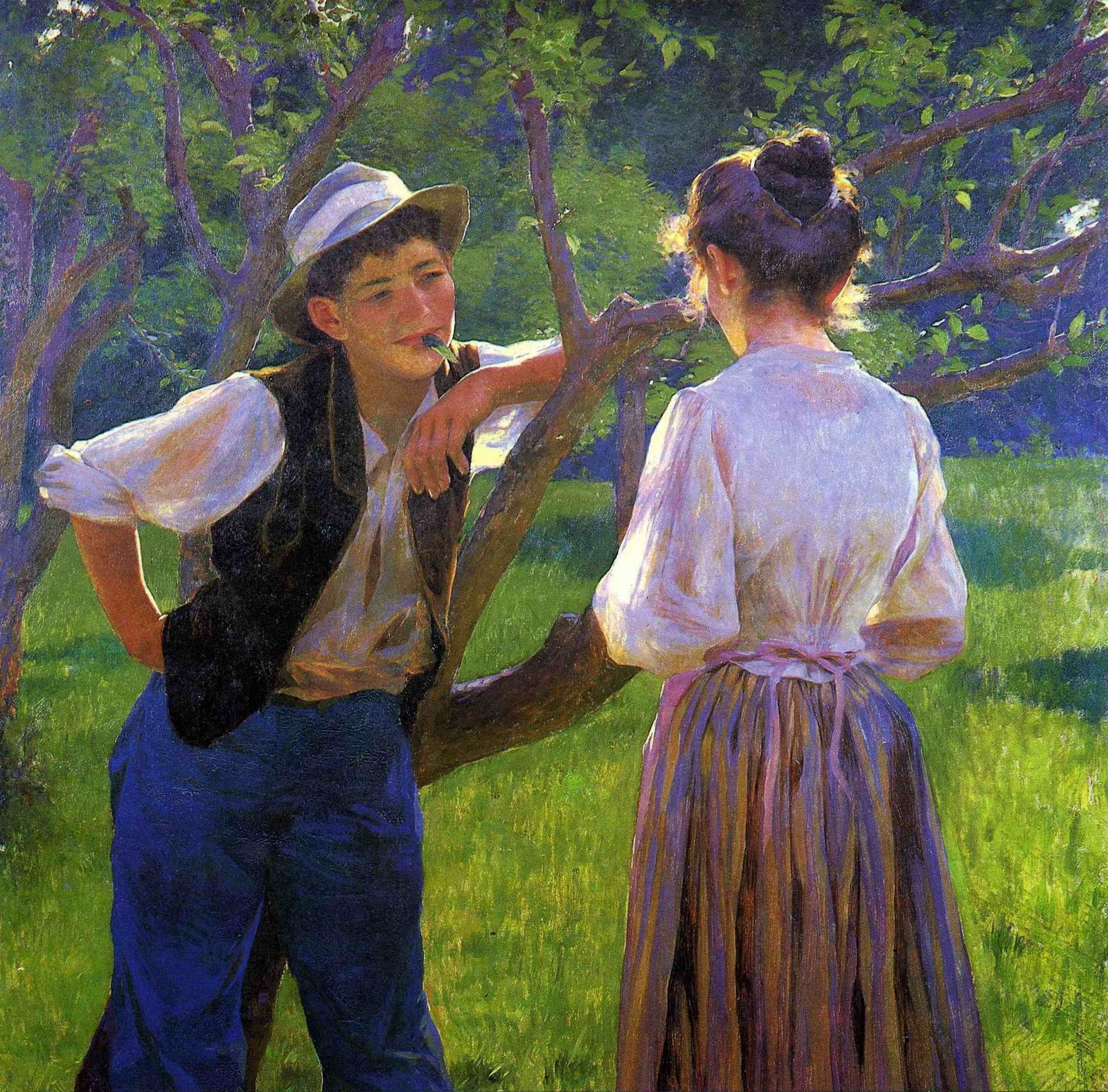
Vincent et Mireille, par Victor Leydet.

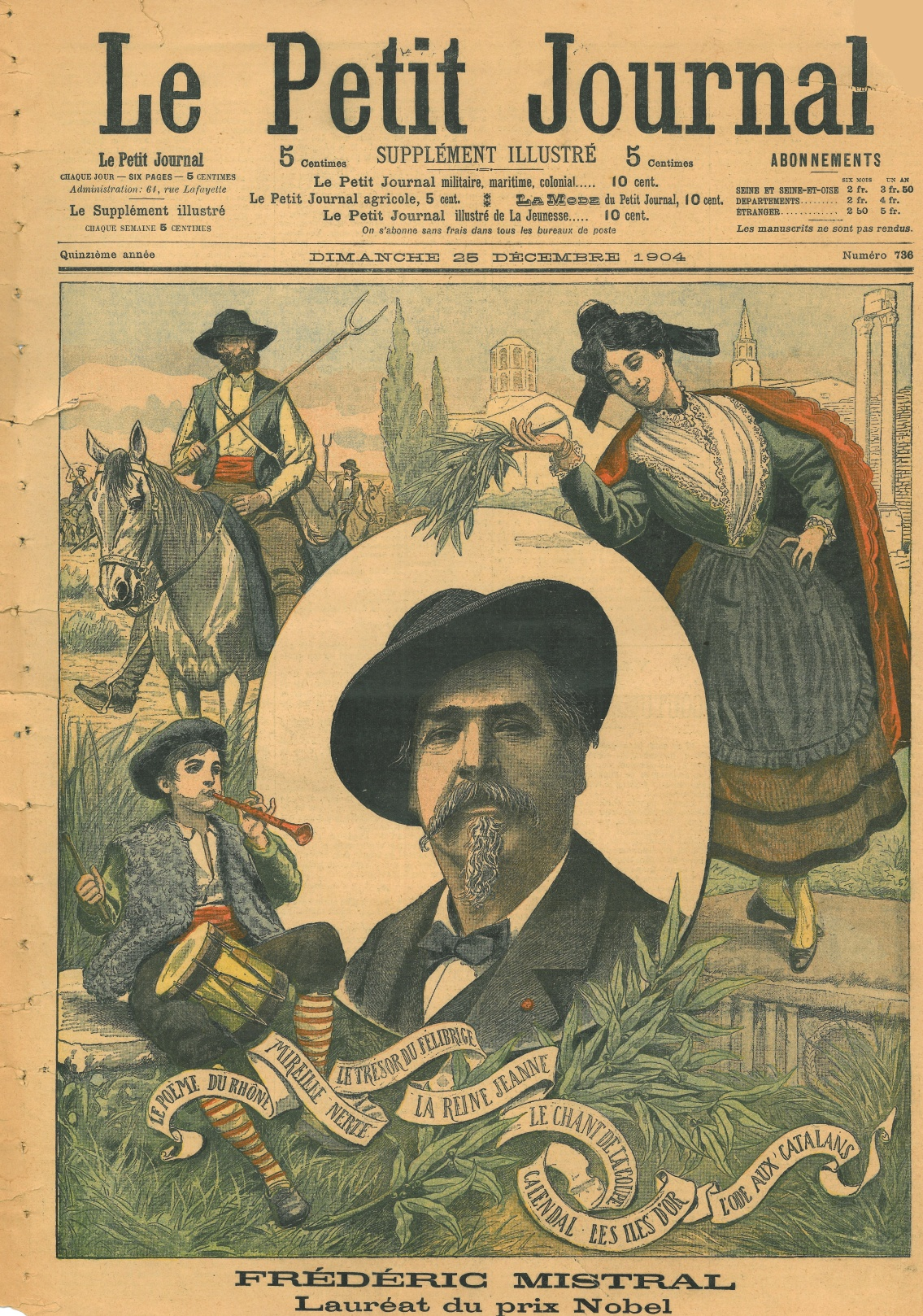
Frédéric Mistral, prix Nobel de littérature à la une du magazine Le Petit Journal, en 1904.

Mistral dédie son livre à Alphonse de Lamartine en ces termes :
À Lamartine

Je te consacre Mireille : c'est mon cœur et mon âme ;

C'est la fleur de mes années ;

C'est un raisin de Crau qu'avec toutes ses feuilles

T'offre un paysan
Et Lamartine de s'enthousiasmer : « Je vais vous raconter, aujourd'hui, une bonne nouvelle ! Un grand poète épique est né. […] Un vrai poète homérique, en ce temps-ci ; […] Oui, ton poème épique est un chef-d'œuvre ; […] le parfum de ton livre ne s'évaporera pas en mille ans. »
Mirèio a été traduite en une quinzaine de langues européennes, dont le français, par Mistral lui-même. En 1863, Charles Gounod en fait un opéra.
Le prix Nobel de littérature attribué à Frédéric Mistral, en 1904, pour Mirèio, récompense une œuvre en provençal, langue d'oc, langue minoritaire en Europe et constitue de ce fait une exception. Déjà, en 1901, lors de la première session du prix Nobel de littérature, il faisait figure de favori fort du soutien des intellectuels romanistes de l'Europe du Nord dont l'Allemagne. Pourtant, en dépit des rumeurs qui couraient, le comité suédois décerna le premier Nobel à Sully Prudhomme, candidat officiel de l'Académie française.
Le prix manque pourtant lui échapper à cause d'une mauvaise traduction suédoise de son œuvre. Il doit cependant partager sa distinction avec José Echegaray. Son prix Nobel récompensant une langue minoritaire reste unique jusqu'en 1978, où Mistral est rejoint par Isaac Bashevis Singer pour son œuvre écrite en yiddish. L’Académie suédoise accompagne l'attribution du Nobel à Mistral en ces termes : « En considération de sa poésie si originale, si géniale et si artistique, […], ainsi qu’en raison des travaux importants dans le domaine de la philologie provençale. » La légitimité poétique de la langue provençale est alors reconnue à l’échelle internationale puisque le prix Nobel signalait sa valeur universelle, dépassant le régionalisme.

### Principales œuvres
- Mirèio (1859)
- Calendau (1867)[39]
- Coupo Santo (1867)
- Lis Isclo d'or (1875), en ligne[40]

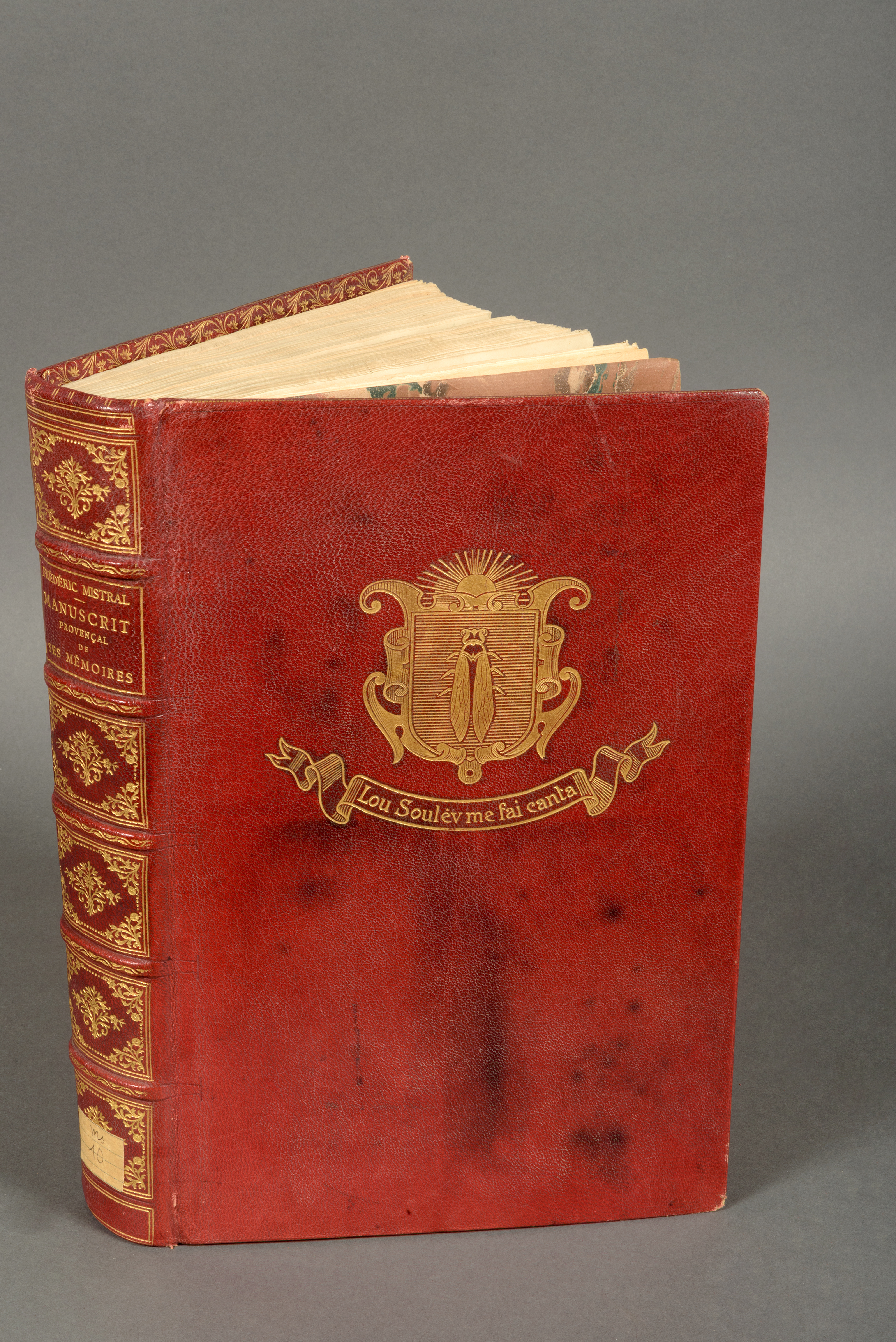
Manuscrit de Moun espelido. Memòri e raconte, Avignon, Palais du Roure

- Lou Tresor dóu Felibrige ou Dictionnaire provençal-français, (1879)
- Nerto, nouvelle (1884)[41]
- La Rèino Jano, drame (1890)[42]
- Lou Pouèmo dóu Rose (1897)
- Moun espelido, Memòri e Raconte ou Mes origines (1906)[43]
- Discours e dicho (1906)[44]
- La Genèsi, traducho en prouvençau (traduction de La Genèse, 1910)[45]
- Lis óulivado (1912)[46]
- Proso d’Armana (posthume) (1926, 1927, 1930)[47]

## Le Museon Arlaten
Fondé par Frédéric Mistral en 1896. Avec l'aide du docteur Émile Marignan, il rédige un manuel de collecte et voit les dons affluer. Le premier musée ouvre en 1899, les collections sont données au département des Bouches-du-Rhône. En 1904, grâce à l'argent qu'il a reçu pour le prix Nobel de littérature, Mistral installe le musée dans l'hôtel de Laval-Castellane, alors collège d'Arles.
Frédéric Mistral le définit comme « complément naturel de l’œuvre félibréenne », et comme « un poème en action » (lettres à Paul Mariéton, 1897), poème qui peut ouvrir une nouvelle voie aux militants de la renaissance provençale.

### Collections
Frédéric Mistral en ébauche les grandes orientations à Mèste Eisseto, publiées dans L’Aïoli du 17 janvier 1896, devenu chronique du projet. « Nous rassemblerons alors les collections en commençant par le costume, dont seront montrées toutes les modifications du xviiie siècle à nos jours ; accompagné par les bijoux arlésiens. Viendra ensuite la présentation du mobilier dont l’originalité rivalise avec l’élégance. Une large place sera accordée au gardian et au berger de Crau avec tout leur équipement, puis les superbes garnitures de la Saint-Eloi, fête des laboureurs, introduiront la meinagerie d’Arles, panorama de la vie du mas avec tous ses outils, son équipement domestique, ses plats traditionnels, l’art de la maison […] enfin sera évoquée la marine du Rhône. » Il ne s’agit là que d’une évocation des objets ou thèmes qu’il faut, de toute évidence, collecter ou aborder dans ce musée. Mais la réalisation d’une véritable institution, quasiment expérimentale pour les muséographes de l’époque, nécessite le recours à une science constituée, l’ethnographie. Dans les années 1880-1890 cette discipline a pour objet « l’étude des mœurs […] comme des traits physiques, des caractères moraux et de l’état social des populations » (discours du docteur Marignan, mai 1899, L’Aïoli).

## Postérité

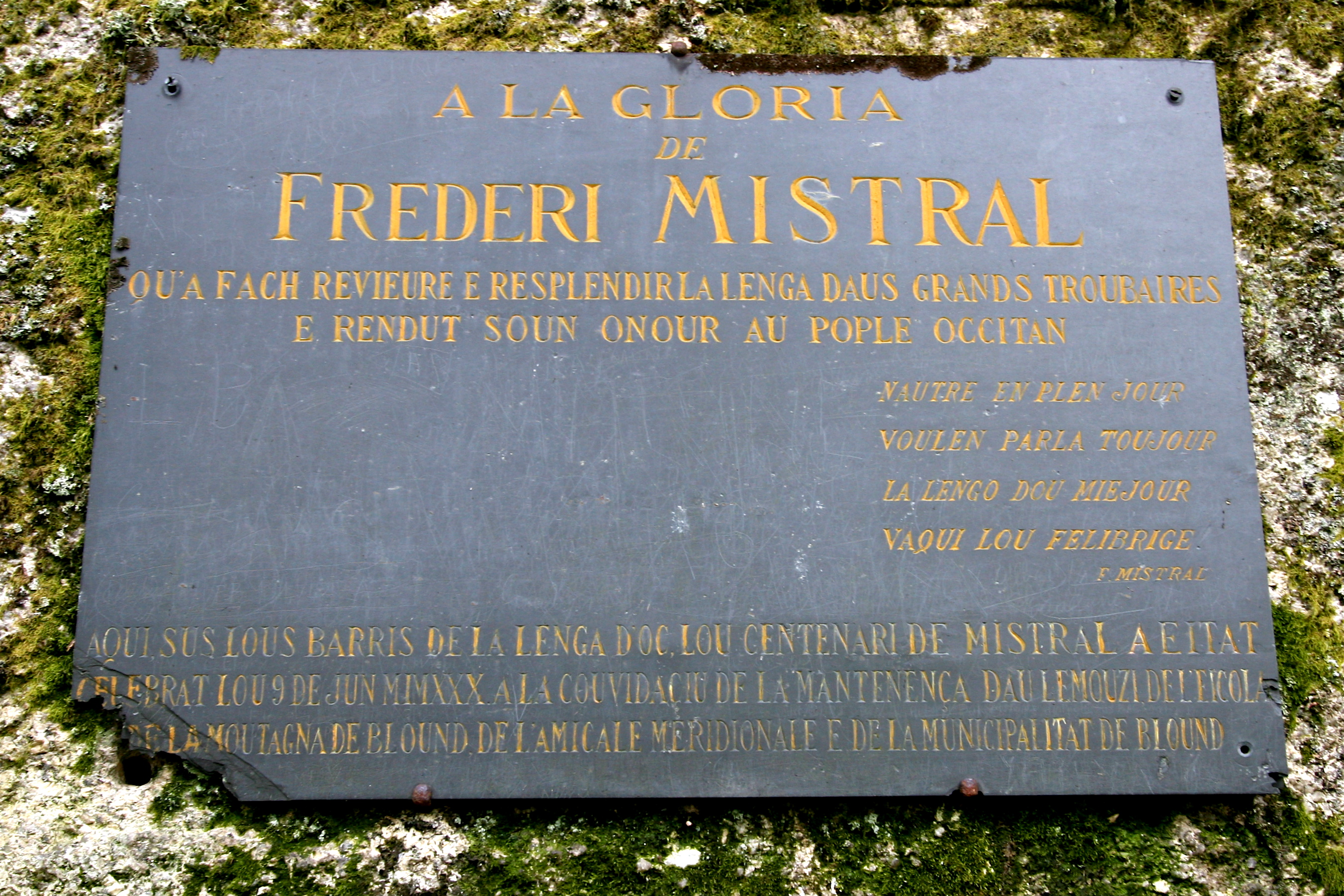
Plaque commémorative en langue d'oc, dans la Haute-Vienne.

Sa célébrité doit beaucoup à Lamartine qui chante ses louanges dans le quarantième entretien de son Cours familier de littérature, à la suite de la parution du long poème Mirèio,.
Alphonse Daudet, avec qui il était lié d'amitié depuis 1859 (amitié de près de 40 ans, à l'origine d'une correspondance nourrie, mais ternie lorsque Daudet publie L'Arlésienne, inspiré du suicide d'un neveu de Mistral, en 1869 et le roman Numa Roumestan en 1881, caricature du tempérament méridional), lui consacre, d'une manière fort élogieuse, l'une de ses Lettres de mon moulin, « Le Poète Mistral ».
En 1892, Mistral, bien qu'ami de Charles Maurras, voit d'un mauvais œil des membres du Félibrige rejoindre l'Action française, craignant une récupération politique. Maurras, manipulant l'héritage culturel de Mistral (fédéralisme, romanisme), lance en 1909 une chaire Frédéric Mistral à l'Institut d'Action française et monarchise Mistral.
Il fait partie des écrivains provençaux les plus célèbres avec Victor Gelu, Joseph d'Arbaud, Henri Bosco, René Char, Max-Philippe Delavouët, Serge Bec, Jean-Claude Izzo et surtout Marcel Pagnol, Jean Giono et Alphonse Daudet.
Plusieurs établissements scolaires portent son nom, comme le lycée Mistral d'Avignon. De nombreuses voies portent aussi son nom (qui est le plus fréquent en Provence), à Valence (le pont Frédéric-Mistral), à Nice, Aix-en-Provence, Saint-Gence, Noiseau, Figeac, Caluire-et-Cuire, Mèze, Aubignan, Carpentras, etc.
De nombreuses statues de lui sont présentes en Provence, mais aussi en pays de langue occitane, en dehors de Provence, comme celle de Toulouse.
Un portrait de lui peint par Marie Thélika Rideau-Paulet est acquis en 1901 et placé en dépôt depuis le 6 août 1909 au Musée Réattu (Arles).
Dans les années 1900, le sculpteur Marius Remondot réalise une statue de berger intitulée Vieux Berger, dont un plâtre est exposé au Salon de 1908, puis la version en pierre à celui de 1911. La statue est sortie d'un dépôt de la Ville de Paris en 1942 à la demande de la famille Remondot, et est placée au jardin des Poètes à Paris en hommage à Mistral,,,,. À proximité de cette statue, une plaque porte des vers en provençal et en français tirés du poème Mirèio et de sa version en français, Mireille :
De nostro lingo provençale
Fai que posque quera al branco dis aücèa !
(MIREILLE – CHANT I)
Dieu beau, Dieu ami, sur les ailes
de notre langue provençale
fais que je puisse atteindre la branche des oiseaux !
(EXTRAIT DE MIREILLE)
Mistral est la personnalité la plus honorée par le plus grand nombre de noms de rues et places en Provence.

### Gabriela Mistral
En hommage au poète provençal, la poétesse chilienne et prix Nobel de littérature Lucila Godoy Alcayaga changea son nom en Gabriela Mistral. Son prénom d'adoption, Gabriela étant pour sa part un hommage au poète italien Gabriele d'Annunzio.

### Musée Frédéric-Mistral
- Musée Frédéric-Mistral, sa maison de Maillane, où il vécut de 1876 à sa mort en 1914.

### Philatélie
- En 1941, la poste française émet un timbre-poste brun carminé de un franc de valeur faciale, dessiné par Marcel-Émile Fabre et gravé par Charles Mazelin.
- En 1980, la poste française émet un deuxième timbre-poste grand format noir de 1,40 franc, surtaxé de 30 centimes (au profit de la Croix-Rouge française), qui fait partie de la série Personnages célèbres gravé par Jacques Gauthier[64].
- En 1963, la poste suédoise émet un timbre dans le cadre de la série "Lauréats du Prix Nobel 1903"[65].

### Numismatique
L'écrivain est l'effigie d'une pièce de 10 € en argent, éditée en 2012, par la Monnaie de Paris, pour la collection les Euros des Régions, afin de représenter la Provence-Alpes-Côte d'Azur, la région où il a vécu.

### Bateau hydrographique Frédéric Mistral
La Compagnie Nationale du Rhône a donné le nom de Frédéric Mistral à son bateau hydrographique qui explore le fond du Rhône entre Lyon et la Méditerranée.

### 2014: centième anniversaire de sa mort
Le Haut comité des commémorations nationales du ministère de la Culture et de la Communication a retenu le centenaire de la mort de Frédéric Mistral parmi les cent commémorations nationales de l'année 2014 et lui a consacré quatre pages dans sa brochure annuelle.
À cette occasion, une exposition lui est consacrée à la Bibliothèque de l'Alcazar à Marseille en avril-mai 2014.
Par ailleurs, du 16 au 27 septembre 2014, la manifestation M comme Mistral, à Aix-en-Provence, célèbre le poète provençal par des spectacles musicaux, des rencontres, des expositions, des projections de documentaires, etc.
Sa ville natale, Maillane, lui rend hommage le 25 mars et du 3 au 14 septembre 2014, avec des défilés et des conférences.

## Héraldique
Frédéric Mistral avait orné son ex-libris d'armoiries personnelles formés d’une cigale d’or sur champ d’azur, chantant sous le soleil, associée à sa devise Lou soulèu me fai canta (Le soleil me fait chanter).
| Figure | Blasonnement                                                                                                  |
|        | Armoiries de Frédéric Mistral : D'azur à la cigale d'or. Devise de Frédéric Mistral : Lou soulèu me fai canta |

## Publications
- Frédéric Mistral, Mémoires et Récits, Julliard, 1915-1925. lire en ligne sur Gallica.
- Frédéric Mistral, Mirèio Mireille, illustré d'eaux-fortes originales dessinées et gravées par Auguste Drouet, chez Frédéric Grégoire, Paris, 1938.
- Frédéric Mistral, Proses de l'almanach provençal. Gerbes de contes, légendes, récits, fabliaux, sornettes de ma mère l'oie, devis divers, Aicirits, Éditions Aubéron, mai 2010, 347 p. (ISBN 978-2-84498-127-1)Avant-propos et traduction de Pierre Devoluy, illustration de Corinne Simon.
- Les Îles d'Or (avec commentaire de J. Boutière), Paris, Didier, 2 vol., 1970, 720 p. + 28 pl. h.t. et 688 p. + 24 pl. h.t.
- Contes de Provence, première publication de la collecte de contes donnés par Frédéric Mistral à L’Almanach provençal sous le pseudonyme de Guy de Monpavon[70] et L’Aiòli, textes rassemblés et présentés par Françoise Morvan dans la traduction en français de Pierre Devoluy, éditions Ouest-France, coll. « Les grandes collectes », 2009, 480 p.  (ISBN 978-2737347511).
- Frédéric Mistral, Mirèio Mireille, présentation et annexes de Claude Mauron, avec documents iconographiques, A l'asard Bautezar !, 2021, 448 pages, cartonné  (ISBN 9791094199176).
- Frédéric Mistral, Calendau Calendal, avec "Les voyages de Calendau" par Claude Mauron, avec documents iconographiques, A l'asard Bautezar !, 2018, 624 pages, cartonné  (ISBN 9791094199077).
- Frédéric Mistral, Lou Pouèmo dou Rose Le Poème du Rhône, présentation de Céline Magrini, documents iconographiques, A l'asard Bautezar !, 2015, 400 pages  (ISBN 9791094199015).
- Frédéric Mistral, Mémoires et récits Au Mas dou Juge, préface autobiographique des Iles d'Or, avec la genèse du récit par Henri Moucadel, documents iconographiques, A l'asard Bautezar !, 2020, 350 pages, tome 1.  (ISBN 9791094199121).
- Frédéric Mistral, Mémoires et récits La riboto de Trenco-Taio, avec notes, index général, bibliographie par Claude Mauron et Henri Moucadel, documents iconographiques, A l'asard Bautezar !, 2020, 288 pages, tome 2.  (ISBN 9791094199145).